# Burnin' Up
«Burnin'Up» es el primer sencillo de los Jonas Brothers del álbum A Little Bit Longer fue liberado el 19 de junio a través de Radio Disney, así como otras estaciones de radio, y en iTunes el 20 de junio de 2008.

## Información
La banda presentó por primera vez esta canción en su Look Me In The Eyes Tour, así como en los Disney Channel Games del 2008. Su gira de verano, titulada "Burning Up Tour", es el nombre de esta canción. La canción también incluye un rap de sus guardaespaldas, Robert "Big Rob" Feggans.

## Vídeo
El vídeo musical de "Burnin 'Up" fue estrenado después del estreno de Disney Channel Camp Rock en Disney Channel, así como ABC el 21 de junio de 2008. En el vídeo, los hermanos leen el guion del vídeo e imaginan la forma en que el vídeo desempeñará, en el que se presentan como estrellas de acción. Nick como James Bond, Joe como miembro de Miami Vice, y Kevin como un maestro de Kung Fú. Los cameos en el vídeo incluyen a Selena Gomez, David Carradine, Robert Davi, Maiara Walsh y Danny Trejo. 
El video fue dirigido por The Malloys.
Aunque hubo mucha especulación, Carlson Young no aparece en el vídeo. 
El vídeo musical ha sido visto 90 millones de veces en su cuenta oficial del popular sitio web YouTube

## Posicionamiento
| Listas (2008)                | Posiciones |
| ---------------------------- | ---------- |
| Alemania Singles Top 100     | 35         |
| Australia ARIA Singles Chart | 31         |
| Austria Top 40               | 39         |
| Canadá Hot 100               | 14         |
| Dinamarca Singles Chart      | 39         |
| Irlanda Singles Chart        | 21         |
| Italia FIMI Singles Chart    | 16         |
| 10+ pedidos MTv México       | 1(x8)      |
| 100+ pedidos MTv México 2008 | 36         |
| Noruega Singles Chart        | 12         |
| Portugal Singles Top 50      | 11         |
| UK Singles Chart             | 30         |
| U.S. Billboard Hot 100       | 5          |
| U.S. Billboard Pop 100       | 9          |

- Datos: Q2561718